# Hautacam

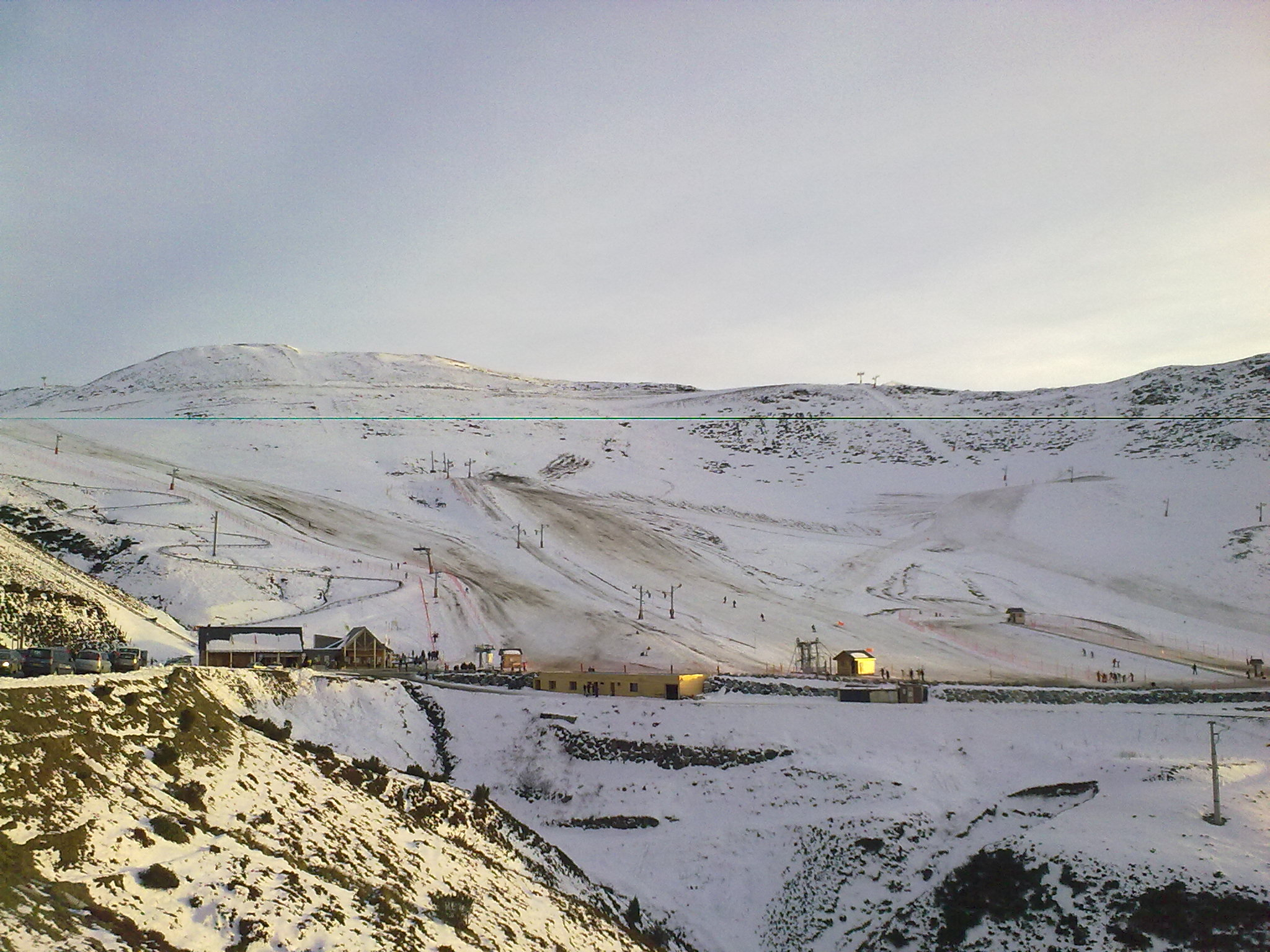
Veduta

Hautacam è una stazione di sport invernali situata nel dipartimento francese degli Alti Pirenei, nel comune di Beaucens. È una stazione di media altitudine compresa tra i 1500 e i 1800 metri sul livello del mare. È dotata di 14 piste per un totale di 26 km e con 9 impianti di risalita, per lo sci di fondo ci sono 15 km di piste. La località ha più volte ospitato un arrivo di tappa del Tour de France.

## Ciclismo

### Dettagli della salita
Partendo da Argelès-Gazost, la salita è lunga 17,3 km. Il dislivello totale è di 1170 m e la cima della salita è a 1635 m, con una pendenza media del 6,8%.
L'arrivo di tappa del Tour de France nel 2008 e nel 2014 è stato ad un'altitudine di 1520 m e negli anni precedenti era a 1560 m. La salita utilizzata dal Tour de France inizia ad Ayros-Arbouix: da lì, la salita misura 13,6 km, salendo per 1164 m, con una pendenza media del 7,8%.

### Tour de France
Hautacam ha ospitato per la prima volta una tappa del Tour de France nel 1994, vinta da Luc Leblanc. Da allora è stata utilizzata altre sei volte, l'ultima volta nel 2025.
Nel Tour de France 1996 il regno del cinque volte campione Miguel Indurain giunse di fatto al termine quando Bjarne Riis sferrò un attacco, conquistando la vittoria di tappa e mettendosi in posizione per vincere il Tour, cosa che poi avvenne.
| Anno | Tappa | Partenza della tappa | Lunghezza tappa (km) | Categoria salita | Vincitore tappa        | Maglia gialla          |
| ---- | ----- | -------------------- | -------------------- | ---------------- | ---------------------- | ---------------------- |
| 2025 | 12    | Auch                 | 181                  | HC               | Tadej Pogačar (SLO)    | Tadej Pogačar (SLO)    |
| 2022 | 18    | Lourdes              | 143,5                | HC               | Jonas Vingegaard (DEN) | Jonas Vingegaard (DEN) |
| 2014 | 18    | Pau                  | 145,5                | HC               | Vincenzo Nibali (ITA)  | Vincenzo Nibali (ITA)  |
| 2008 | 10    | Pau                  | 156                  | HC               | Juan José Cobo (ESP)   | Cadel Evans (AUS)      |
| 2000 | 10    | Dax                  | 205                  | HC               | Javier Otxoa (ESP)     | Lance Armstrong (USA)  |
| 1996 | 16    | Agen                 | 199                  | HC               | Bjarne Riis (DEN)      | Bjarne Riis (DEN)      |
| 1994 | 11    | Cahors               | 263,5                | HC               | Luc Leblanc (FRA)      | Miguel Indurain (ESP)  |